# ホクショー商事
ホクショー商事は石川県金沢市に本社を置き、機械要素部品や設備機器を販売している日本の商社である。

## 企業概要
1952年(昭和27年)、金沢市田丸町で北陸圏での機械器具、工業用品の販売を主として「北商株式会社」を設立。1955年(昭和30年)からは荷役運搬機械(コンベア)の製造にも取り組み、金沢市示野町に工場を建設。1967年(昭和42年)にはそこに本社を移転した。1994年(平成6年)、ホクショー株式会社商事部がグループ会社として分離独立され、資本金3000万円でホクショー商事が設立された。その後、機械要素部品や設備機械の販売で売り上げを伸ばし、1999年(平成11年)には資本金5000万円に増資された。2009年(平成21年)、福井県越前市に本社を置く「株式会社レパック」と業務提携を締結し、福井営業所を開設した。2014年(平成26年)、株式会社レパックを完全子会社化し、ホクショー商事グループに編入。従来の包装資材の販売に加え、機械器具の販売も開始した。2015年(平成27年)、北陸地方を越える遠方の企業、個人からのニーズにも応え「ホクショー商事　ヤフー機械要素店」でインターネット販売を開始した。

## 企業理念
- 企業使命に徹する
- 自己能力の無限を信じ挑戦する
- 敬愛と信頼に結ばれた人間関係を深める

## 取り扱い製品

### 産業機器
- 軸受、直動関連機器
- 制御、検出、計測機器、電材
- 空圧、油圧関連機器
- 伝導関連機器
- ポンプ、流体制御機器
- 配管資材
- ロボット、FA機器
- 樹脂、新素材、加工品
- 減、変速機、動力関連機器
- 伝達

### 包装資材
- 包装、梱包(こんぽう)、資材

- 化成品、PE袋

### 環境機器
- 衛生、クリーン機器
- 清掃、廃棄物関連

### 工作機械
- 工作機械
- 鍛圧、鈑金機械

### 設備関連機器
- 設備周辺機器
- CAD、CAM、PC、PCソフト

### マテハン関連機器
- 物流機器
- 搬送、運搬機器

## 所在地
本社
　　〒920-0059  石川県金沢市示野町イ6番地
福井営業所
　　〒915-0818  福井県越前市本多1丁目6番11号

## アクセス
- 車　金沢西インター下車→8号線を約5分→ホクショー商事
- 電車、バス　金沢駅西口→北鉄バス「52番下安原行き」に乗車→示野ショッピングバスセンター(地図の四角形)下車→徒歩6分→ホクショー商事
- 飛行機　小松空港→①・②バス乗り場「金沢駅西口行き」に乗車→金沢駅西口　以下省略